# Maradona by Kusturica
Maradona by Kusturica é um documentário biográfico, sobre a vida do futebolista argentino Diego Maradona, dirigido por Emir Kusturica. A obra mostra desde a infância pobre até o sucesso mundial da carreira do argentino, e para elaborar o documentário, o diretor teve livre acesso ao ex-jogador.